# Hauteriv

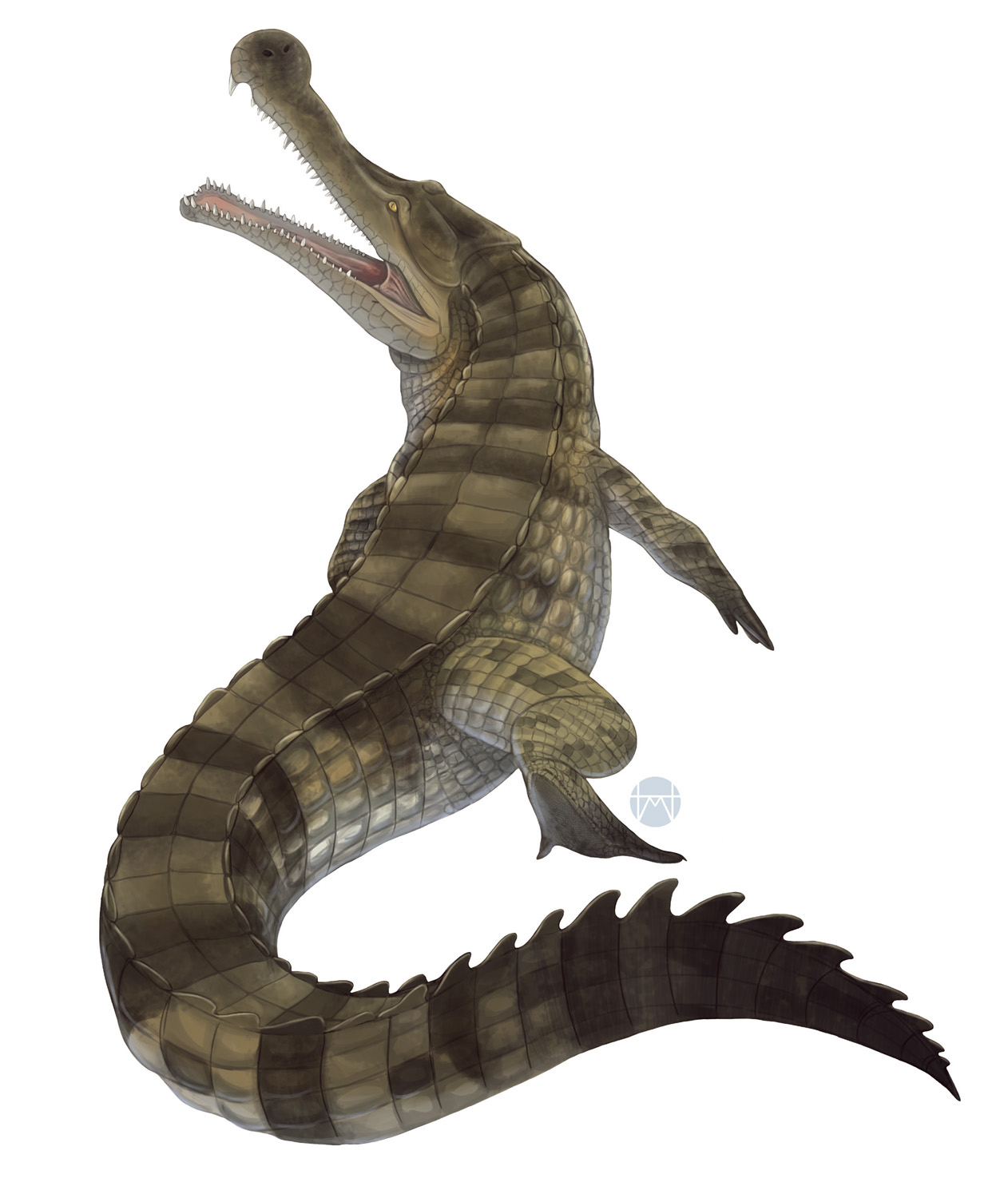
Sarcosuchus – obří krokodýlovitý plaz, známý i z tohoto věku rané křídy.

Hauteriv [óterív] (též hoteriv) je třetí ze šesti chronostratigrafických stupňů spodní křídy, který se formoval ve stejnojmenném geochronologickém věku. Je datován do rozmezí před 132,9 až 129,4 Ma (milionů let). Hauterivu předcházel valangin a následoval ho barrem.

## Definice
Stupeň hauteriv byl představen ve vědecké literatuře v roce 1873 švýcarským geologem Eugènem Renevierem. Je pojmenován podle švýcarského města Hauterive, ležícího na břehu Neuchâtelského jezera. Vrstvy na typové lokalitě tvoří slíny a vápence
Začátek (báze) hauterivu je na stratigrafické stupnici (sloupci) definován jako místo, kdy se poprvé objevil amonit rodu Acanthodiscus. Konec hauterivu (báze barremu) je při prvním výskytu amonitu druhu Spitidiscus hugii. 

## Dělení
V amonitové biostratigrafii moře Tethys obsahuje hauteriv sedm biozón.

## Biota
V tomto období přetrvává dominance plazů na souších, v mořích i ve vzduchu. Mezi dinosaury, žijící v tomto geologickém věku, patří například rebbachisauridní sauropod rodu Histriasaurus, známý z území současného Chorvatska.
V tomto období také nastává epizoda výrazného ochlazení, tzv. "cold snap". V této době se kolem území Iberie (zhruba současná západní Evropa) objevují v zeměpisné šířce 45° ledovcové pokryvy.